# Johnny Marks
Johnny Marks (Mount Vernon, 10 novembre 1907 – New York City, 3 settembre 1985) è stato un compositore e paroliere statunitense.
È conosciuto soprattutto come autore di numerose canzoni natalizie famose, quali Rudolph the Red-Nosed Reindeer (1949), Rockin' Around the Christmas Tree (successo di Brenda Lee), A Merry, Merry Christmas to You (1959), A Holly Jolly Christmas (1962), ecc. oltre che della melodia di I Heard the Bells on Christmas Day (1956) .

## Biografia
Marks fu direttore dell'ASCAP dal 1957 al 1961 e fondatore della "St. Nicholas Music" nel 1949.
Nel 1973 è stato insignito dalla International Society of Santa Claus del premio Christmas Spirit, assieme ad Irving Berlin.

## Opere (Lista parziale)

### Canzoni natalizie
- Rudolph, the Red-Nosed Reindeer – 1949
- When Santa Claus Gets Your Letter – 1952
- The Night Before Christmas Song – 1952
- An Old-Fashioned Christmas – 1952
- Everyone's a Child at Christmas – 1956
- I Heard the Bells on Christmas Day – 1956 (testo di Henry Wadsworth Longfellow)
- Rockin' Around the Christmas Tree – 1958
- A Merry, Merry Christmas to You – 1959
- The Santa Claus Parade – 1959
- A Holly Jolly Christmas – 1962
- Jingle, Jingle, Jingle – 1964
- The Most Wonderful Day of the Year – 1964
- Silver and Gold – 1964
- We Are Santa's Elves – 1964
- A'Caroling We Go – 1966
- Joyous Christmas – 1969

### Altre
- Happy New Year Darling – 1946 (con J. Carmen Lombardo)
- Address Unknown
- Chicken Today and Feathers Tomorrow
- Don't Cross Your Fingers, Cross Your Heart
- Free
- How Long Is Forever?
- I Guess There's an End to Everything
- Neglected
- She'll Always Remember
- Summer Holiday
- There's Always Tomorrow
- We Speak of You Often
- What've You Got to Lose But Your Heart
- Who Calls?